# Dominique Savignoni
Dominique Savignoni, né le 14 octobre 1962 à Bastia, est un pilote et copilote de rallye français. 

## Carrière
Dominique Savignoni fait ses débuts dans le Championnat du monde des rallyes aux côtés d'Yves Loubet. Il participe également à plusieurs qualifications pour le Championnat d'Europe des rallyes.
Il participe à plusieurs rallyes WRC de 1994 à 2002.
Il a assisté plusieurs pilotes de renom, dont Patrick Bernardini, François Chatriot et François Delecour. Son dernier rallye a été le Rallye de Grande-Bretagne.
Lors d'un rallye, Dominique Savignoni s'est trompé dans ses notes provoquant une erreur de François Delecour et leur chute dans un fossé au cœur d'une forêt. Après cet incident et la colère du pilote nordiste, ils ont mis fin à leur collaboration.